# Луга (област)
Луга е една от 11-те области на Сенегал. Разположена е в северозападната част на страната и има излаз на Атлантическия океан. Столицата на областта е град Луга. Площта ѝ е 24 889 км², а населението е 874 193 души (по преброяване от 2013 г.). Област Луга е разделена на 3 департамента.